# Gerard Clifford
Gerard Clifford (ur. 24 czerwca 1941 w Lordship, zm. 12 grudnia 2016 w Armagh) – irlandzki duchowny rzymskokatolicki, w latach 1991-2013 biskup pomocniczy archidiecezji Armagh. 

## Życiorys
Święcenia kapłańskie przyjął 18 czerwca 1967 w archidiecezji Armagh. 25 marca 1991 papież Jan Paweł II powierzył mu urząd biskupa pomocniczego macierzystej diecezji i zarazem biskupa tytularnego Hieronu. Sakry udzielił mu 21 kwietnia 1991 Cahal Daly, arcybiskup metropolita Armagh i późniejszy kardynał. 27 lutego 2013, na dzień przed zakończeniem pontyfikatu papieża Benedykta XVI, Clifford przesłał mu swoją rezygnację. Od tego czasu pozostał biskupem seniorem archidiecezji. 